# Tierney Sutton
Tierney Sutton (* 28. Juni 1963 in Wisconsin) ist eine US-amerikanische Jazzsängerin.

## Leben
Tierney Sutton besuchte die Highschool in Milwaukee und studierte an der Wesleyan University in Middletown, Connecticut und dem Berklee College of Music in Boston.
Gemeinsam mit den Sängerinnen Jane Monheit und Roberta Gambarini gelangte sie 1998 ins Halbfinale beim Gesangswettbewerb des Thelonious Monk Institute of Jazz. 1995/1996 entstand ihr erstes Album unter eigenem Namen, Introducing Tierney Sutton (erschienen auf A Records), das für den Indie Award als bestes Jazz-Vokalalbum nominiert wurde. Sutton interpretierte darauf Jazzstandards wie Wayne Shorters „Footprints“ und „My Favourite Things“. Seitdem veröffentlicht sie ihre Alben auf dem Label Telarc.
Im November 2000 entstand ihr Bill-Evans-Tributalbum Blue in Green, an dem unter anderem der Schlagzeuger Joe LaBarbera mitwirkte. Ihr Album Dancing in the Dark, das von der Musik von Frank Sinatra inspiriert ist, erreichte Platz zehn der Jazz-Alben im Billboard Magazin und blieb über 15 Wochen in den Charts. Im Februar 2005 debütierte sie in der New Yorker Carnegie Hall mit dem New York Pops Orchestra. 2005 wurde ihr Live-Album I'm with the Band (mitgeschnitten bei Auftritten im New Yorker Birdland) für den Grammy Award in der Kategorie „Bestes Jazz-Vokalalbum“ nominiert und gewann den Preis JazzWeek’s Vocalist of the Year Award.
Sutton arbeitet mit einer Begleitband aus dem Pianisten Christian Jacob, den Bassisten Trey Henry bzw. Kevin Axt und dem Schlagzeuger Ray Brinker.
Seit 1981 ist sie ein Mitglied der Bahai-Gemeinde und versteht ihre Musik als „Ausdruck von Bahai-Prinzipien“.

## Diskographie
- Introducing Tierney Sutton (A Records, 1998)
- Unsung Heroes (Telarc, 2000)
- Blue in Green (Telarc, 2001)
- Something Cool (Telarc, 2002)
- Dancing in the Dark (Telarc, 2003)
- I'm with the Band (Telarc, 2004)
- On the Other Side (Telarc., 2007)
- Desire (Telarc, 2009)
- American Road (BFM, 2011)
- The Sting Variations (BFM Jazz, 2016)